# Rollin Smith
Rollin Smith est un organiste et musicologue américain, né le 11 février 1942 à Bedford, dans l'Ohio. 

## Biographie
Rollin Smith a été organiste et directeur musical de l'église Notre-Dame-des-Anges, à Brooklyn, de 1970 à 1992, puis organiste et directeur musical de l'église Sainte-Catherine d'Alexandrie, à Brooklyn, à partir de 1992. 
Il est organiste concertiste, lecteur sur la littérature de l'orgue et éditeur musical. Il est artiste en résidence au Musée de Brooklyn. Vingt-cinq enregistrements de ses concerts ont été édités. 
Il a aussi publié plusieurs ouvrages de musicologie sur l'orgue, autour des œuvres de compositeurs comme Camille Saint-Saëns, César Franck ou Louis Vierne, ainsi que Leopold Stokowski.

## Publications
- In the organ lofts of Paris, par Frederic Benjamin, annoté et édité par Rollin Smith, Richmond, OHS Press, 2010.
- Saint-Saëns and the organ, New York, Pendragon Press, 2010[2].
- Stokowski and the organ, New York, Pendragon Press, 2004.
- Toward an authentic interpretation of the organ works of César Franck, New York, Pendragon Press, 2002.
- Louis Vierne, organist of Notre-Dame Cathedral, New York, Pendragon Press, 1999.
- Playing the organ works of César Franck, New York, Pendragon Press, 1996[3].
- The aeolian pipe organ and its music, 1994[4].
- Saint-Saëns and the organ, New York, Pendragon Press, 1991.
- Toward an authentic interpretation of the organ works of César Franck, New York, Pendragon Press, 1983[5].

## Éditions
- Organ Historical Society Philadelphia 2016 Diamond Jubilee Commemorative Anthology, 2016.
- 100 All-Time Favorite Hymns, 2012.
- The OHS Book of Organ Poems: A Collection of Verse Inspired by the Organ, Its Players, and Its Makers, 2007.
- Easy Organ Christmas Album: Seasonal Classics for Use in Church and Recital by Bach, Brahms, Franck, Pachelbel and Others, 2006.
- Variations on Adeste Fideles, par Marcel Dupré, 2000.